# Evangelický kostel Spasitele (Jáchymov)
Kostel Spasitele je evangelický kostel v Jáchymově. Díky svému umístění tvoří jednu z dominant jáchymovského údolí. Je chráněn jako kulturní památka České republiky.
Jáchymov jako jedno z center luteránství v Čechách po Bílé hoře prošel komplexní rekatolizací. Na tomto nic nezměnil ani Toleranční patent Josefa II. Až následkem hnutí „Pryč od Říma!“ se zde znovu objevili protestanti. V roce 1901 byla v Karlových Varech zřízena stanice augsburského sboru a protestanti se objevili i v Jáchymově.
Vzhledem k neexistenci modlitebny si zdejší augsburský sbor nechal v roce 1904 vystavět podle návrhu architekta Paula Langeho pod dolem Josef II. nový kostelík se sborovým domem částečně v postsecesním, částečně v novorenesančním slohu. Roku 1906 byl kostelík vybaven varhanami, které vystavěla firma Jahn a syn z Drážďan. Nevelký kostel Spasitele díky svému umístění na terase z kvádrů působí nad údolím dominantně.
Po roce 1945 stavbu převzala Českobratrská církev evangelická. Po roce 1948 objekt chátral, na počátku sedmdesátých let 20. století se jednalo prakticky o ruinu. Až na počátku osmdesátých let bylo přistoupeno k celkové opravě budov. V této době byl původní sborový dům přeměněn na rekreační objekt církve a spřátelených organizací, např. skautů. Severní strana kostela byla osazena novorenesančními medailony Martina Luthera a Johanna Mathesia. Na západním průčelí modlitebny se nachází pamětní deska ke čtyřstému výročí narození Mathesia.
Od počátku devadesátých let dvacátého století o objekt pečují Samuel a Milada Palánovi. Ti zde také v podkruchtí zřídili Mathesiovu pamětní síň.
Dnes je kostel kazatelskou stanicí farního sboru v Nejdku a pravidelně se zde pořádají bohoslužby.